# Dřísy
Obec Dřísy (německy Dries) se nachází v okrese Praha-východ, kraj Středočeský. Rozkládá se asi dvacet sedm kilometrů severovýchodně od centra Prahy a osm kilometrů severně od města Brandýs nad Labem-Stará Boleslav. Žije zde přibližně 1 100 obyvatel.

## Historie obce Dřísy
Obec Dřísy byla podle archeologických nálezů založena již v období prvních Přemyslovců na původně knížecí půdě. První písemná zpráva o ní pochází z roku 1052, kdy byla knížetem Břetislavem I. darována boleslavské kapitule, čímž se stala poddanskou vsí. Již v této listině je zdůrazněna i vinice na vrchu Cecemína.
Velký význam pro dějiny Dřís měla třicetiletá válka a její dopad na celé Čechy. Z obce odešla velká část obyvatel a ostatní se stali tajnými nekatolíky. Z opuštěných usedlostí vznikl ještě před koncem třicetileté války velký panský dvůr. Pro malou obec bylo velkou nevýhodou, že neměla kostel ani faru. Významnou událostí bylo proto založení školy roku 1694. V roce 1821 byla kapitulou vybudována školní budova s jednou třídou a k té v roce 1885 přibyla druhá třída. Podle projektu slavného barokního stavitele K. I. Dientzenhofera dal do vinic roku 1729 staroboleslavský děkan Frik postavit pro své poddané kapli.
Dalším mezním v dějinách obce bylo zrušení roboty a poddanství v polovině 19. století. Od sedmdesátých let 19. století po výstavbě severozápadní železniční dráhy a zřízení železniční stanice ve Dřísech se začalo silně rozvíjet pěstování zeleniny a Dřísy se staly významnou zelinářskou obcí. Pěstování zeleniny zcela vytlačilo tradiční vinařství a je dominantní i dnes.

### Novodobé dějiny obce

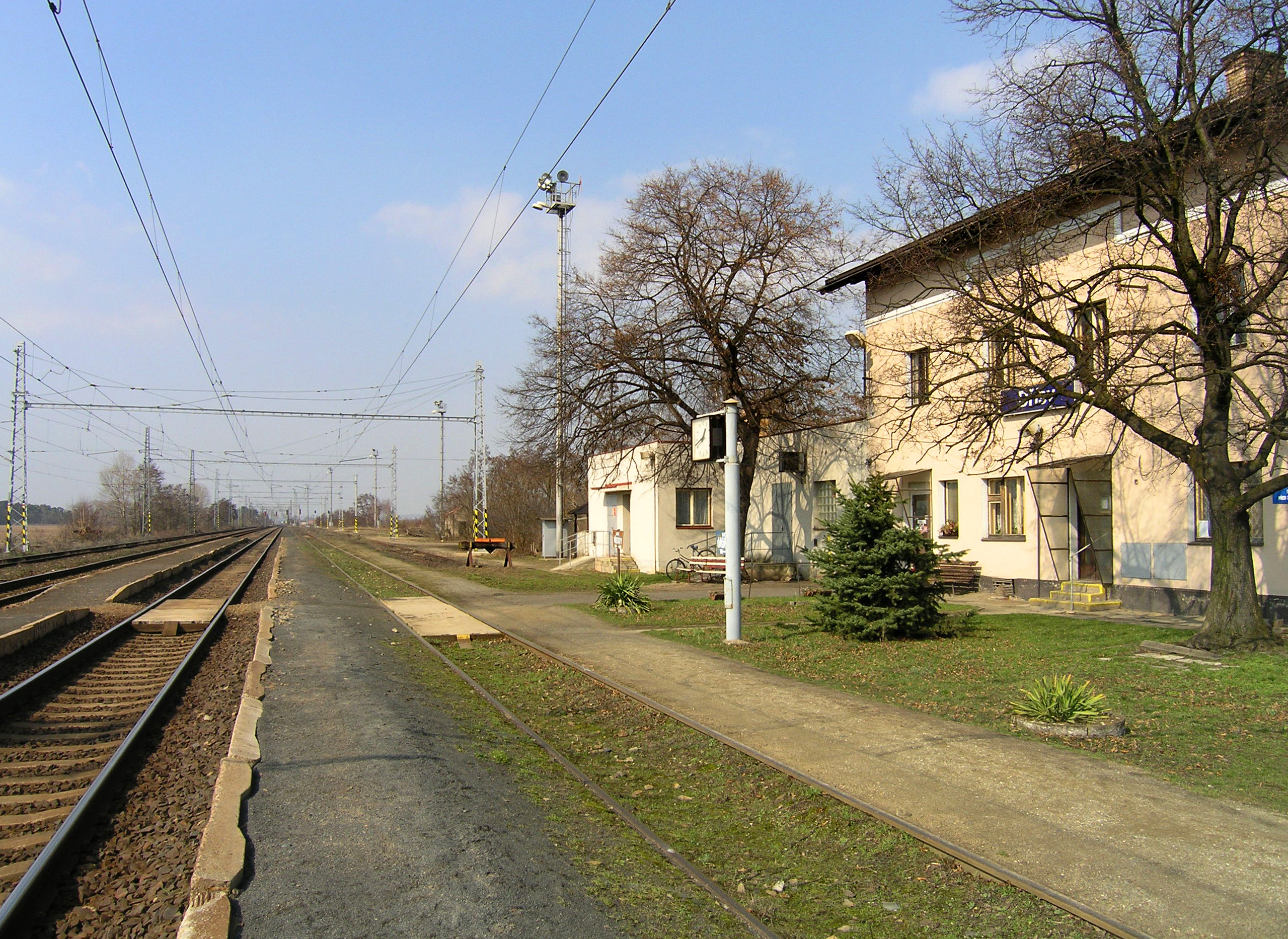
Železniční stanice Dřísy

V současné době se ve střední části obce nachází jádro původní zástavby, které je tvořeno zemědělskými usedlostmi kolem trojúhelníkové návsi. Jižním a jihovýchodním směrem probíhal další rozvoj obce, zde převládá drobnější domkářská výstavba.
Významným mezníkem pro rozvoj obce bylo vybudování železniční dráhy, které prochází jihozápadně přibližně 1,5 km od středu obce. Zde bylo zřízeno nádraží a u něho vznikl zeleninový trh. Nová zástavba začala vznikat podél silnice směrem do centra obce. Dále se obec rozvíjela podél silnic směrem na obce Konětopy, Sudovo Hlavno a Lhotu. Charakter staveb je různorodý.
V šedesátých letech 20. století vznikly v Dřísech dva zemědělské areály. Jeden na místě bývalého tržiště a druhý na severovýchodním okraji obce.
Maximálního počtu obyvatel dosáhly Dřísy začátkem 60. let 20. století. Souviselo to s rozvojem zemědělského družstva a přílivem nových pracovních sil, s tím souvisí i rozvoj bytové výstavby. Na jižním okraji vyrostlo malé sídliště dvoupodlažních bytovek a v různých částech obce probíhala výstavba rodinných domů.
Před začátkem druhé světové války dosahoval počet obyvatel přes tisíc osob. Pokles počtu obyvatel po okupaci a odliv do pohraničí nebyl tak výrazný jako jinde. Poválečného maxima dosáhla obec v roce 1961, celkem 917 obyvatel, od té doby počet obyvatel klesal. V posledních letech počet obyvatel mírně vzrůstá, k 1. lednu 2013 měla obec 830 trvale hlášených obyvatel. V územním plánu je počítáno s výstavbou přibližně 60 nových domů.

### Územněsprávní začlenění
Dějiny územněsprávního začleňování zahrnují období od roku 1850 do současnosti. V chronologickém přehledu je uvedena územně administrativní příslušnost obce v roce, kdy ke změně došlo:
- 1850 země česká, kraj Praha, politický okres Karlín, soudní okres Brandýs nad Labem[4]
- 1855 země česká, kraj Praha, soudní okres Brandýs nad Labem[4]
- 1868 země česká, politický okres Karlín, soudní okres Brandýs nad Labem[4]
- 1908 země česká, politický i soudní okres Brandýs nad Labem[5]
- 1939 země česká, Oberlandrat Mělník, politický i soudní okres Brandýs nad Labem[6]
- 1942 země česká, Oberlandrat Praha, politický i soudní okres Brandýs nad Labem[7]
- 1945 země česká, správní i soudní okres Brandýs nad Labem[8]
- 1949 Pražský kraj, okres Brandýs nad Labem[9]
- 1960 Středočeský kraj, okres Mělník[10]
- 2007 Středočeský kraj, okres Praha-východ[11]

### Rok 1932
V obci Dřísy (1000 obyvatel, poštovní úřad, telegrafní úřad, telefonní úřad, četnická stanice) byly v roce 1932 evidovány tyto živnosti a obchody: 2 autodopravci, biograf Sokol, 2 výrobci cementového zboží, cukrář, galanterie, 2 holiči, 3 hostince, kolář, kováři, 2 krejčí, 3 obuvníci, pekař, pohřební ústav, pokrývač, porodní asistentka, 3 řezníci, sedlář, 7 obchodů se smíšeným zbožím, spořitelní a záložní spolek pro Dřísy, 2 stavební hmoty, obchod se střižním zbožím, švadlena, 2 trafiky, 3 truhláři, 3 obchody s uhlím, uzenářský obchod, zahradník, zámečník, 2 zedničtí mistři, 9 velkoobchodů zeleninou, 24 obchodů se zemskými plodinami.

## Současnost
Centrem obce je původní náves s kapličkou a s parkovou úpravou, východně se nachází další veřejné prostranství, kde je vybudována požární nádrž. V centru obce je soustředěna většina veřejných budov. Jedná se o obecní úřad, hospodu se sálem, poštu, základní školu, mateřskou školu, prodejnu potravin, autobusovou zastávku. Sportovní hřiště je umístěno na severním okraji obce na kraji lesa. V blízkosti zemědělského areálu při silnici na Sudovo Hlavno se nachází hřbitov.
Základní občanská vybavenost, která je využívána i okolními obcemi je na velmi dobré úrovni. V obci se nachází škola a školka. Škola je pětitřídní s kapacitou cca 120 dětí, má vlastní tělocvičnu. Mateřská školka má dvě třídy pro 32 dětí a je umístěna v budově základní školy. Škola na vlastní školní jídelnu – možnost stravování i ostatních občanů. Obecní úřad sídlí ve vlastním rekonstruovaném objektu. Dále se v obci nachází pošta, řeznictví, dva obchody s potravinami a smíšeným zbožím, obchod s elektrem a domácími potřebami, tři hostince, zahradnictví, hasičská zbrojnice. Ordinace obvodního lékaře v obci není. Nejbližší je v nedaleké Staré Boleslavi nebo v sousední Lhotě, kde je i lékárna.
V obci je dětské a fotbalové hřiště. V katastru obce Lhota se nachází vyhledávané jezero s nudistickou pláží. Dále je možné navštívit i rekreační prostory pískovny v Konětopech a rekreační oblast Ovčáry.
V obci je vodovod, na který je napojena většina domů. Obec má ve svém katastru čističku odpadních vod, která slouží i obcím Nedomice a Ovčáry. Brzy se na ni napojí i obce Lhota a Sudovo Hlavno. Tlaková kanalizace je vystavěna zatím pouze v části obce. Obec má vlastní hřbitov. Obec má autobusové spojení s Prahou, Brandýsem nad Labem-Starou Boleslaví, vlakové spojení s Lysou nad Labem a Mělníkem. Služby v obci jsou směřovány především do stavebnictví a zemědělství.

## Přírodní poměry
Severozápadně od vesnice leží přírodní památka Prutník vyhlášená k ochraně vstavačovitých rostlin.

## Pamětihodnosti

### Kaple sv. Jana Křtitele

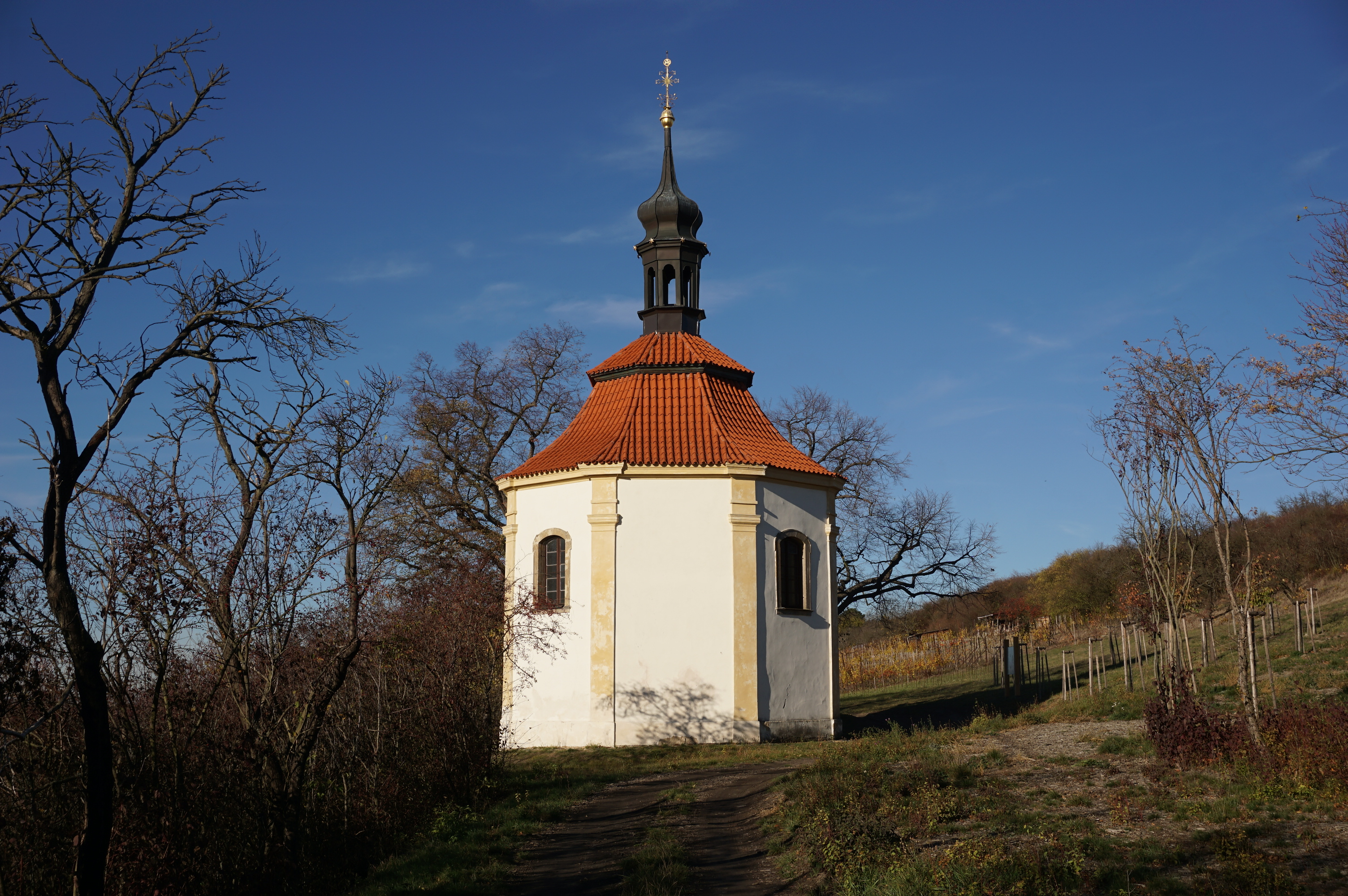
Kaple Stětí sv. Jana Křtitele (2018)

Na území obce se nachází kaple sv. Jana Křtitele (Stětí sv. Jana Křtitele). Byla postavena ve vinici v úbočí vrchu Cecemína. Kaple je menší věžovitá stavba osmibokého půdorysu. Je přikrytá mansardovou střechou s lucernovitou věžičkou, v níž je umístěn zvonek. Věžička je ukončena pozlaceným jablkem s dvojramenným křížem. Na místě hlavního oltáře je malba na omítce imitující barokní architekturu, v jejím středu je freskovitý výjev křtu Páně.
Dle doložených dokladů dal kapli ve vinici na místě povýšeném postavit kapitulní děkan Frik roku 1728 nákladem 100 zlatých, k nimž děkan Kayser dalších 100 zl. Přidal a nákladem 120 zl. ji kázal vymalovat. V dalším období kaple chátrala a byla obnovena roku 1821 děkanem Hirnlem. Další obnova se uskutečnila v létech 1882–1883 za přispění probošta Slavíčka. Kaple je v současné době vyhlášena kulturní památkou. V nedávné minulosti zde proběhly náročné restaurátorské práce, které byly dokončeny v roce 2002, kdy byla kaple opět vysvěcena.

### Další památky

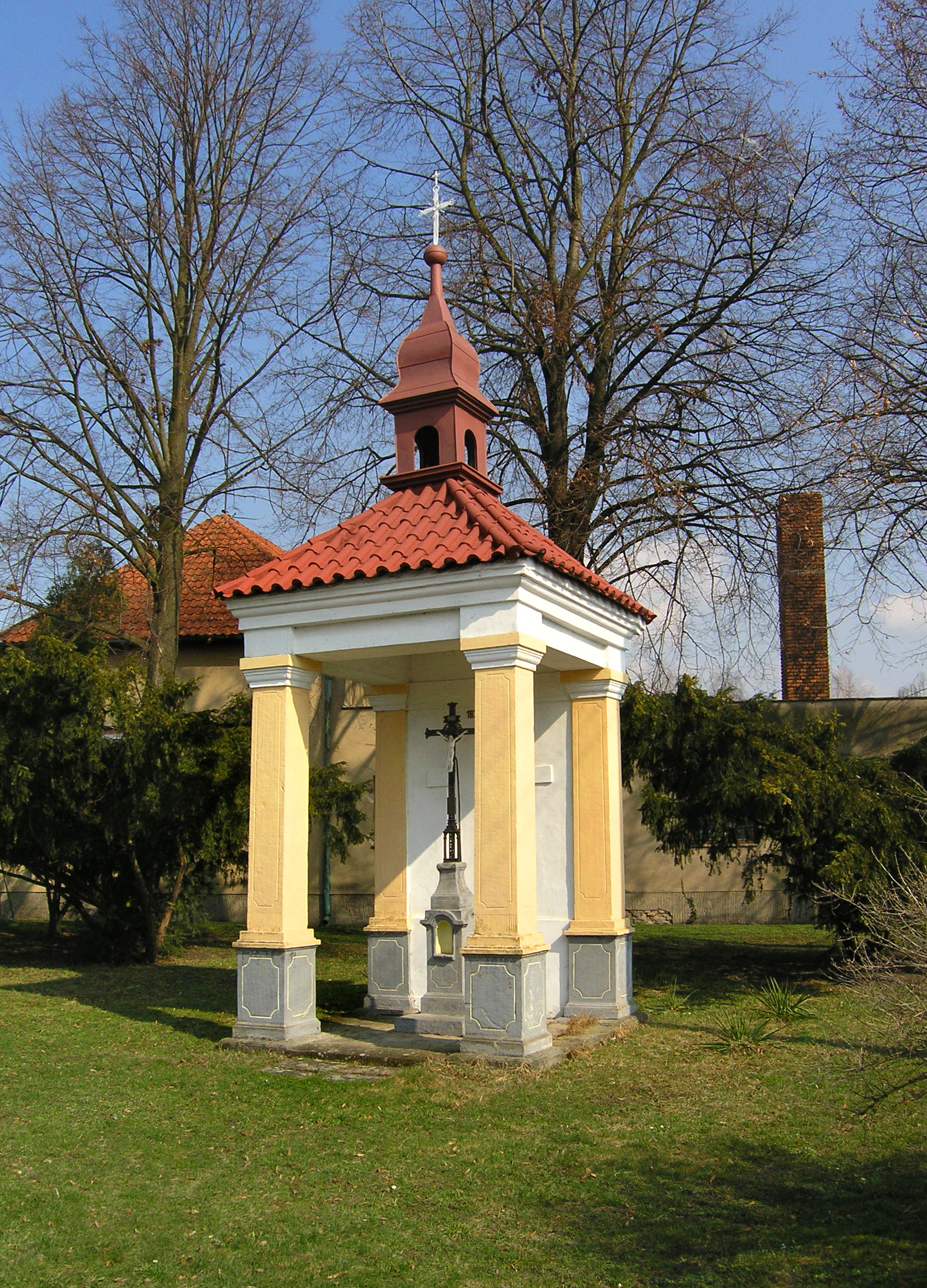
Kaple sv. Jana Nepomuckého (2010)

Další památkou je velmi pěkná kaple sv. Jana Nepomuckého s vyzděnou věží z roku 1837, která se nachází uprostřed obce. Poslední opravy proběhly v roce 1988. Dále stojí za zmínku:
- křížek na návsi
- křížek na kraji obce
- kaplička sv. Ludmily na cestě ke kapli sv. Jana
- pomník obětem války
- sýpka na návsi

## Svatováclavská vinice
V blízkosti obce byla dle dochovaných zpráv založena na slunné jižní straně vrchu Cecemína u Dřís první vinice v Čechách, a to již v samotných počátcích vlády prvních Přemyslovců. Táhla se po stráni od Dřís, nad dnešními Nedomicemi až ke Všetatům. Vinice se od nepaměti nazývala „ vinicí sv. Václava“ a díky ideální k jihu obrácené poloze a kvalitní půdě rodila po staletí hojnost vynikajícího vína.

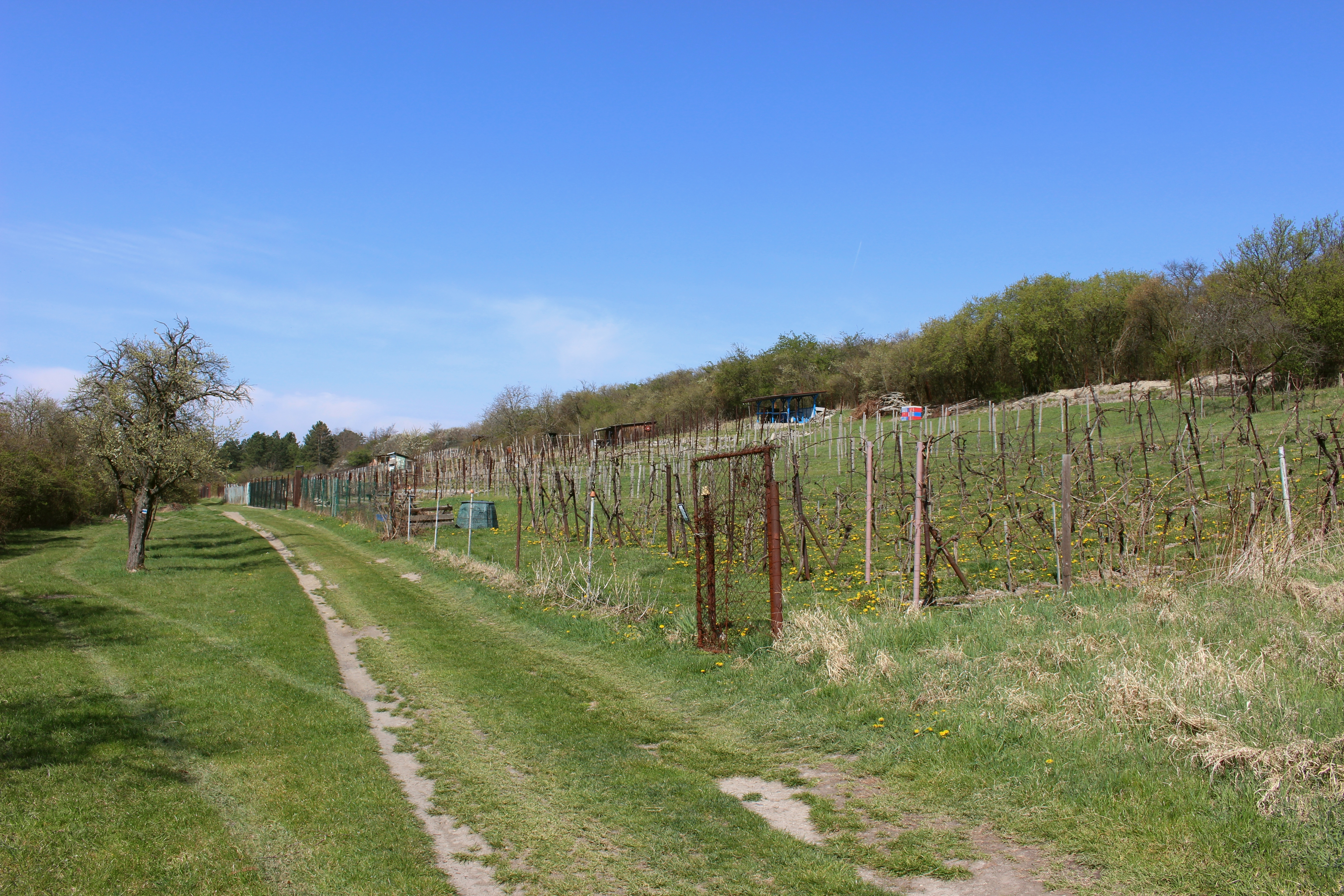
Svatováclavská vinice (2022)

Tato prastará vinice však byla v roce 1818 zrušena a dále nebyla udržována a postupně pustla. V roce 1905 byl proveden pokus o její obnovení za přispění kapituly a byla na ploše 28 a 77 m² osázena mělnická réva. Pokus byl neúspěšný. Zbytky původní vinice zanikly při pozemkové reformě v roce 1921 rozparcelováním dříského dvora. Péčí zahrádkářského svazu ve Dřísech byla teprve v padesátých letech vinice znovu založena.
K vinici se váže několik pověstí. První vypráví o tom, že to byla kněžna Ludmila, manželka knížete Bořivoje a dcera pšovského vojvody Slavibora, která zde dala vysázet vinnou révu – prý moravskou, dar samotného knížete Svatopluka. Na vinicích jí měl pomáhat její vnuk – pozdější kníže Václav (proto název vinice sv. Václava).
Další je z období třicetileté války. Na úpatí vrchu Cecemína měly být vinné sklepy, které byly v době nepokojných válečných zazděny, aby víno bylo chráně před vojáky. Místo bylo zasypáno hlínou a zarostlo trávou a jelikož válka trvala mnoho let, někteří obyvatelé prchli, byli pobiti a další zemřeli, nemohli lidé v pozdějších dobách otvor do sklepů najít a dodnes ho nikdo nenašel. Tak se prý pod vrchem Cecemína dodnes nachází mnoho vína.
Jiná vypráví o tom, že se u kapličky na Cecemíně objevují bezhlaví rytíři, pokud má být nějaká vojna.

## Doprava
Dopravní síť
- Pozemní komunikace – Obcí prochází silnice II/331 Nymburk - Lysá nad Labem - Dřísy - Záboří - (Mělník).

- Železnice – Obec Dřísy leží na železniční trati 072 z Lysé nad Labem do Mělníka, Litoměřic a Ústí nad Labem. Jedná se o dvoukolejnou elektrizovanou celostátní trať zařazenou do evropského železničního systému, doprava byla zahájena v roce 1874.

Veřejná doprava 2011
- Autobusová doprava – Obcí projížděly v pracovních dnech března 2011 příměstské autobusové linky Všetaty-Křenek (2 spoje v pracovních dnech) a Brandýs n.L.-St. Boleslav-Křenek-Dřísy-Kostelní Hlavno-Mečeříž (v pracovních dnech 15 spojů, o víkendech 4 spoje) (dopravce ČSAD Střední Čechy, a. s.).

- Železniční doprava – V železniční stanici Dřísy zastavuje v pracovních dnech 10 osobních vlaků, o víkendech 8 osobních vlaků. Rychlíky zde projíždějí.